# Зарипов, Рим Ибрагимович
Рим Ибрагимович Зарипов (26 сентября 1937, Балтаси, Татарская АССР — 12 марта 2009, Балтаси, Татарстан) — первый секретарь Кукморского райкома КПСС, Татарская АССР, Герой Социалистического Труда.

## Биография
Родился 26 сентября 1937 года в поселке Балтаси Балтасинского района Республики Татарстан в крестьянской семье. Татарин.
Окончил среднюю школу в своем селе и в 1960 году Казанский ветеринарный институт.
Трудовую деятельность начал зоотехником Балтасинской райсельхозинспекции. Вскоре ему доверили возглавить один из отстающих колхозов района — колхоз имени 50-летия ВЛКСМ — который он сумел вывести в передовые. В 1970 году Р. И. Зарипов был избран вторым секретарем Балтасинского райкома партии, с 1978 года по 1980 год был председателем исполкома Балтасинского районного Совета народных депутатов.
Как грамотный, умелый руководитель, Р. И. Зарипов в 1980 году был направлен на работу в Кукморский район — первым секретарем райкома КПСС. Возглавлял район в течение десяти лет. В эти годы благодаря усилиям Р. И. Зарипова в районе были достигнуты позитивные изменения в области сельского хозяйства и промышленности, комплексного благоустройства населенных пунктов, газификация сел. Были отремонтированы, построены десятки жилых многоквартирных домов, школ и объектов культуры. В районе интенсивно велось строительство дорог с твердым покрытием, капитальных мостов, были приняты кардинальные меры по преобразованию системы обслуживания, культуры и быта.
Указом Президиума Верховного Совета СССР от 17 июля 1986 года за достижение высоких показателей и трудовой героизм, проявленный в выполнении планов и социалистических обязательств по увеличению производства и продажи государству продуктов сельского хозяйства Зарипову Риму Ибрагимовичу присвоено звание Героя Социалистического Труда с вручением ордена Ленина и золотой медали «Серп и Молот».
В переломные для страны 1990—1991 годы Р. И. Зарипов работал секретарем Татарского республиканского комитета КПСС, затем был главой администрации Тюлячинского района Республики Татарстан, с 1992 года по 1995 год — председателем постоянной комиссии Государственного Совета Республики Татарстан. В 1995 году ушел на заслуженный отдых.
Будучи на пенсии, Р. И. Зарипов работал управляющим Кукморским отделением Сберегательного банка Российской Федерации, а с 1996 года по 2003 год — Балтасинским отделением Сберегательного банка РФ.
Избирался депутатом Верховного Совета Татарской АССР, народным депутатом Республики Татарстан.
Жил в поселке Балтаси. Скончался 12 марта 2009 года на 72-м году жизни после тяжелой болезни. Похоронен на кладбище посёлка Балтаси.
Награждён двумя орденами Ленина, орденом Трудового Красного Знамени, медалями.
В 2007 году имя Героя было присвоено средней школе села Байлянгар Кукморского муниципального района. На здании школы установлена мемориальная доска.